# Agrostis serranoi
Agrostis serranoi é uma espécie de gramínea do gênero Agrostis, pertencente à família Poaceae.